# Seznam dílů seriálu Kriminálka Miami
Toto je seznam dílů seriálu Kriminálka Miami. Americký detektivní seriál Kriminálka Miami vysílala v letech 2002–2012 televize CBS. V Česku jej začala vysílat TV Nova od roku 2006.
Celkem bylo natočeno 232 dílů v deseti řadách. První, druhá, třetí, pátá a osmá mají celkem po 24 epizodách. Čtvrtá a sedmá série mají 25 epizod. Šestá série obsahuje pouze 21 epizod, důvodem nízkého počtu byla stávka amerických scenáristů v letech 2007–2008. Devátá série měla také menší počet epizod, a to 22, důvodem zde bylo ubývání počtu diváků, zatímco poslední desátá série měla pouze 19 epizod, aby se uvolnil prostor pro nový seriál NYC 22, který však byl už po první řadě zrušen kvůli slabé sledovanosti.
Během vysílání měl seriál Kriminálka Miami dva crossovery: jeden s Kriminálkou New York a jeden společně s Kriminálkou New York a Kriminálkou Las Vegas, tzv. CSI: Trilogie.

## Přehled řad
| Řada | Díly | Premiéra v USA | Premiéra v USA  | Premiéra v ČR     | Premiéra v ČR      |
| Řada | Díly | První díl      | Poslední díl    | První díl         | Poslední díl       |
| ---- | ---- | -------------- | --------------- | ----------------- | ------------------ |
| 1    | 24   | 23. září 2002  | 19. května 2003 | 25. května 2006   | 29. srpna 2006     |
| 2    | 24   | 22. září 2003  | 24. května 2004 | 5. září 2006      | 20. února 2007     |
| 3    | 24   | 20. září 2004  | 23. května 2005 | 14. srpna 2007    | 12. února 2008     |
| 4    | 25   | 19. září 2005  | 22. května 2006 | 19. února 2008    | 29. července 2008  |
| 5    | 24   | 18. září 2006  | 14. května 2007 | 2. září 2008      | 24. února 2009     |
| 6    | 21   | 24. září 2007  | 19. května 2008 | 25. srpna 2009    | 26. ledna 2010     |
| 7    | 25   | 22. září 2008  | 18. května 2009 | 24. srpna 2010    | 16. listopadu 2010 |
| 8    | 24   | 21. září 2009  | 24. května 2010 | 23. června 2011   | 15. prosince 2011  |
| 9    | 22   | 3. října 2010  | 8. května 2011  | 30. srpna 2012    | 31. ledna 2013     |
| 10   | 19   | 25. září 2011  | 8. dubna 2012   | 11. července 2013 | 21. listopadu 2013 |

## Díly

### Pilotní epizoda:Kriminálka Las Vegas
| Č. v seriálu | Č. v řadě | Původní název       | Český název        | Režie        | Scénář                                            | Premiéra v USA | Premiéra v ČR  |
| --- | --------- | ------------------- | ------------------ | ------------ | ------------------------------------------------- | -------------- | -------------- |
| 45 | 22        | Cross Jurisdictions | Konflikt pravomocí | Danny Cannon | Anthony E. Zuiker, Ann Donahue a Carol Mendelsohn | 9. května 2002 | 23. února 2006 |
| Bývalý šéf detektivů pro kriminálku v Las Vegas je nalezen mrtvý, ale jeho sedmiletá dcera je naživu v Miami. Catherine a Warrick jedou na Floridu, kde pomáhají kriminalistům z Miami nalézt vraha. |           |                     |                    |              |                                                   |                |                |

### První řada (2002–2003)
| Č. v seriálu | Č. v řadě | Původní název             | Český název       | Režie            | Scénář                                            | Premiéra v USA     | Premiéra v ČR     |
| ------------ | --------- | ------------------------- | ----------------- | ---------------- | ------------------------------------------------- | ------------------ | ----------------- |
| 1            | 1         | Golden Parachute          | Zlatý padák       | Joe Chappelle    | Steven Maeda                                      | 23. září 2002      | 25. května 2006   |
| 2            | 2         | Losing Face               | Obojek smrti      | Joe Chappelle    | Steven Maeda a Gwendolyn Parker                   | 30. září 2002      | 30. května 2006   |
| 3            | 3         | Wet Foot/Dry Foot         | Konečně v suchu   | Tucker Gates     | Eddie Guerra                                      | 7. října 2002      | 1. června 2006    |
| 4            | 4         | Just One Kiss             | Jen jeden polibek | Scott Brazil     | Laurie McCarthy a Matt Witten                     | 14. října 2002     | 6. června 2006    |
| 5            | 5         | Ashes to Ashes            | Tragická madona   | Bryan Spicer     | Mark Israel                                       | 21. října 2002     | 8. června 2006    |
| 6            | 6         | Broken                    | Cukrová vata      | Deran Sarafian   | Ildy Modrovich a Laurence Walsh                   | 28. října 2002     | 13. června 2006   |
| 7            | 7         | Breathless                | U konce s dechem  | Charlie Correll  | Steven Maeda a Gwendolyn Parker                   | 4. listopadu 2002  | 15. června 2006   |
| 8            | 8         | Slaughterhouse            | Nepříčetnost      | Dick Pearce      | Laurie McCarthy                                   | 11. listopadu 2002 | 20. června 2006   |
| 9            | 9         | Kill Zone                 | Ostřelovač        | Daniel Attias    | Mark Israel a Lois Johnson                        | 18. listopadu 2002 | 22. června 2006   |
| 10           | 10        | A Horrible Mind           | Učitel            | Greg Yaitanes    | Ildy Modrovich a Laurence Walsh                   | 25. listopadu 2002 | 27. června 2006   |
| 11           | 11        | Camp Fear                 | Modelka           | Deran Sarafian   | Eddie Guerra a Steven Maeda                       | 16. prosince 2002  | 29. června 2006   |
| 12           | 12        | Entrance Wound            | Falešný otisk     | David Grossman   | Laurie McCarthy a Gwendolyn Parker                | 6. ledna 2003      | 4. července 2006  |
| 13           | 13        | Bunk                      | Chemik            | Charlie Correll  | Elizabeth Devine                                  | 27. ledna 2003     | 6. července 2006  |
| 14           | 14        | Forced Entry              | Spravedlnost      | Artie Mandelberg | Mark Israel a Lois Johnson                        | 3. února 2003      | 11. července 2006 |
| 15           | 15        | Dead Woman Walking        | Živá mrtvola      | Jeannot Szwarc   | Ildy Modrovich a Laurence Walsh                   | 10. února 2003     | 13. července 2006 |
| 16           | 16        | Evidence of Things Unseen | Nekalá konkurence | Joe Chappelle    | David Black                                       | 17. února 2003     | 18. července 2006 |
| 17           | 17        | Simple Man                | Služebná          | Greg Yaitanes    | Steven Maeda                                      | 24. února 2003     | 20. července 2006 |
| 18           | 18        | Dispo Day                 | Únik informací    | David Grossman   | Elizabeth Devine, Ildy Modrovich a Laurence Walsh | 10. března 2003    | 25. července 2006 |
| 19           | 19        | Double Cap                | Komplic           | Joe Chappelle    | Marc Dube                                         | 31. března 2003    | 27. července 2006 |
| 20           | 20        | Grave Young Men           | Prachové peří     | Peter Markle     | Lois Johnson                                      | 14. dubna 2003     | 1. srpna 2006     |
| 21           | 21        | Spring Break              | Vrah za kamerou   | Deran Sarafian   | Steven Maeda                                      | 28. dubna 2003     | 8. srpna 2006     |
| 22           | 22        | Tinder Box                | Mezi plameny      | Charlie Correll  | Corey Miller                                      | 5. května 2003     | 15. srpna 2006    |
| 23           | 23        | Freaks and Tweaks         | Cena útěchy       | Deran Sarafian   | Elizabeth Devine a John Haynes                    | 12. května 2003    | 22. srpna 2006    |
| 24           | 24        | Body Count                | Uprchlí vězni     | Joe Chappelle    | Ildy Modrovich a Laurence Walsh                   | 19. května 2003    | 29. srpna 2006    |

### Druhá řada (2003–2004)
| Č. v seriálu | Č. v řadě | Původní název     | Český název                | Režie                 | Scénář                                             | Premiéra v USA     | Premiéra v ČR      |
| ------------ | --------- | ----------------- | -------------------------- | --------------------- | -------------------------------------------------- | ------------------ | ------------------ |
| 25           | 1         | Blood Brothers    | Pokrevní bratři            | Danny Cannon          | Ann Donahue                                        | 22. září 2003      | 5. září 2006       |
| 26           | 2         | Dead Zone         | Poklad                     | Joe Chappelle         | Michael Ostrowski                                  | 29. září 2003      | 12. září 2006      |
| 27           | 3         | Hard Time         | Potíže                     | David Grossman        | Steven Maeda                                       | 6. října 2003      | 19. září 2006      |
| 28           | 4         | Death Grip        | Smrtící stisk              | Deran Sarafian        | Elizabeth Devine                                   | 13. října 2003     | 26. září 2006      |
| 29           | 5         | The Best Defense  | Nejlepší obhajoba          | Scott Lautanen        | Shane Brennan                                      | 20. října 2003     | 3. října 2006      |
| 30           | 6         | Hurricane Anthony | Hurikán Anthony            | Joe Chappelle         | Ildy Modrovich a Laurence Walsh                    | 3. listopadu 2003  | 10. října 2006     |
| 31           | 7         | Grand Prix        | Velká cena                 | David Grossman        | Michael Ostrowski a Steven Maeda                   | 10. listopadu 2003 | 17. října 2006     |
| 32           | 8         | Big Brother       | Velký bratr                | Joe Chappelle         | Ann Donahue a Jonathan Glassner                    | 17. listopadu 2003 | 24. října 2006     |
| 33           | 9         | Bait              | Návnada                    | Deran Sarafian        | Steven Maeda a Shane Brennan                       | 24. listopadu 2003 | 31. října 2006     |
| 34           | 10        | Extreme           | Extrém                     | Karen Gaviola         | Elizabeth Devine a John Haynes                     | 15. prosince 2003  | 7. listopadu 2006  |
| 35           | 11        | Complications     | Komplikace                 | Scott Lautanen        | Sunil Nayar a Corey Miller                         | 5. ledna 2004      | 14. listopadu 2006 |
| 36           | 12        | Witness to Murder | Svědek vraždy              | Duane Clark           | Ildy Modrovich, Laurence Walsh a Michael Ostrowski | 12. ledna 2004     | 21. listopadu 2006 |
| 37           | 13        | Blood Moon        | Krvavý úplněk              | Scott Lautanen        | Jonathan Glassner a Marc Dube                      | 2. února 2004      | 28. listopadu 2006 |
| 38           | 14        | Slow Burn         | Popáleniny                 | Joe Chappelle         | Shane Brennan a Michael Ostrowski                  | 9. února 2004      | 5. prosince 2006   |
| 39           | 15        | Stalkerazzi       | Paparazzi                  | Deran Sarafian        | Elizabeth Devine a Steven Maeda                    | 16. února 2004     | 12. prosince 2006  |
| 40           | 16        | Invasion          | Přepadení                  | Félix Enríquez Alcalá | Brian Davidson a Jonathan Glassner                 | 23. února 2004     | 19. prosince 2006  |
| 41           | 17        | Money for Nothing | Peníze na nic              | Karen Gaviola         | Marc Dube                                          | 1. března 2004     | 2. ledna 2007      |
| 42           | 18        | Wannabe           | Falešný kriminalista       | Fred Keller           | Elizabeth Devine, Steven Maeda a John Haynes       | 22. března 2004    | 9. ledna 2007      |
| 43           | 19        | Deadline          | Uzávěrka                   | Deran Sarafian        | Ildy Modrovich, Laurence Walsh a Sunil Nayar       | 29. března 2004    | 16. ledna 2007     |
| 44           | 20        | The Oath          | Přísaha                    | Duane Clark           | Alison Lea Bingeman                                | 19. dubna 2004     | 23. ledna 2007     |
| 45           | 21        | Not Landing       | Nezdařené přistání         | Joe Chappelle         | Shane Brennan, Marc Dube a Jonathan Glassner       | 3. května 2004     | 30. ledna 2007     |
| 46           | 22        | Rap Sheet         | Pověst nadevše             | David Grossman        | Ildy Modrovich a Corey Miller                      | 10. května 2004    | 6. února 2007      |
| 47           | 23        | MIA/NYC NonStop   | Miami - New York - Nonstop | Danny Cannon          | Anthony E. Zuiker, Ann Donahue a Carol Mendelsohn  | 17. května 2004    | 20. února 2007     |
| 48           | 24        | Innocent          | Nevinná                    | Joe Chappelle         | Steven Maeda, Sunil Nayar a John Haynes            | 24. května 2004    | 13. února 2007     |

### Třetí řada (2004–2005)
| Č. v seriálu | Č. v řadě | Původní název       | Český název        | Režie             | Scénář                                            | Premiéra v USA     | Premiéra v ČR      |
| ------------ | --------- | ------------------- | ------------------ | ----------------- | ------------------------------------------------- | ------------------ | ------------------ |
| 49           | 1         | Lost Son            | Ztracený syn       | Duane Clark       | Ann Donahue a Elizabeth Devine                    | 20. září 2004      | 14. srpna 2007     |
| 50           | 2         | Pro Per             | Samoobhájce        | Karen Gaviola     | John Haynes a Steven Maeda                        | 27. září 2004      | 21. srpna 2007     |
| 51           | 3         | Under the Influence | Pod vlivem         | Scott Lautanen    | Marc Dube a Corey Miller                          | 4. října 2004      | 28. srpna 2007     |
| 52           | 4         | Murder in a Flash   | Blesková vražda    | Fred Keller       | Anne McGrail a Sunil Nayar                        | 11. října 2004     | 4. září 2007       |
| 53           | 5         | Legal               | Nezákonně          | Duane Clark       | Michael Ostrowski a Ildy Modrovich                | 18. října 2004     | 11. září 2007      |
| 54           | 6         | Hell Night          | Pekelná noc        | Scott Lautanen    | Steven Maeda a Corey Miller                       | 25. října 2004     | 18. září 2007      |
| 55           | 7         | Crime Wave          | Vlna zločinu       | Karen Gaviola     | Elizabeth Devine                                  | 8. listopadu 2004  | 25. září 2007      |
| 56           | 8         | Speed Kills         | Rychlost zabíjí    | Fred Keller       | Sunil Nayar a Marc Dube                           | 15. listopadu 2004 | 2. října 2007      |
| 57           | 9         | Pirated             | Piráti             | Duane Clark       | Michael Ostrowski a Steven Maeda                  | 22. listopadu 2004 | 9. října 2007      |
| 58           | 10        | After the Fall      | Po pádu            | Scott Lautanen    | Ildy Modrovich, Marc Dube a John Haynes           | 29. listopadu 2004 | 16. října 2007     |
| 59           | 11        | Addiction           | Závislost          | Steven DePaul     | Charles Holland                                   | 13. prosince 2004  | 23. října 2007     |
| 60           | 12        | Shootout            | Válka gangů        | Norberto Barba    | Corey Miller a Sunil Nayar                        | 3. ledna 2005      | 30. října 2007     |
| 61           | 13        | Cop Killer          | Bonnie a Clyde     | Jonathan Glassner | Steven Maeda a Krystal Houghton                   | 17. ledna 2005     | 6. listopadu 2007  |
| 62           | 14        | One Night Stand     | Na jednu noc       | Greg Yaitanes     | Michael Ostrowski a John Haynes                   | 7. února 2005      | 13. listopadu 2005 |
| 63           | 15        | Identity            | Totožnost          | Gloria Muzio      | Ann Donahue a Ildy Modrovich                      | 14. února 2005     | 20. listopadu 2007 |
| 64           | 16        | Nothing to Lose     | Není co ztratit    | Karen Gaviola     | Elizabeth Devine a Marc Dube                      | 21. února 2005     | 27. listopadu 2007 |
| 65           | 17        | Money Plane         | Letadlo plné peněz | Scott Lautanen    | Sunil Nayar a Steven Maeda                        | 4. března 2005     | 4. prosince 2007   |
| 66           | 18        | Game Over           | Konec hry          | Jonathan Glassner | Michael Ostrowski a Corey Miller                  | 21. března 2005    | 11. prosince 2007  |
| 67           | 19        | Sex & Taxes         | Sex a daně         | Scott Shiffman    | Ildy Modrovich a Brian Davidson                   | 11. dubna 2005     | 18. prosince 2007  |
| 68           | 20        | Killer Date         | Vražedné rande     | Karen Gaviola     | Elizabeth Devine a John Haynes                    | 18. dubna 2005     | 15. ledna 2008     |
| 69           | 21        | Recoil              | Tři výstřely       | Joe Chappelle     | Steven Maeda a Marc Dube                          | 2. května 2005     | 22. ledna 2008     |
| 70           | 22        | Vengeance           | Pomsta             | Norberto Barba    | Corey Miller a Sunil Nayar                        | 9. května 2005     | 29. ledna 2008     |
| 71           | 23        | Whacked             | Dům na pláži       | Scott Lautanen    | Ann Donahue, Elizabeth Devine a Ildy Modrovich    | 16. května 2005    | 5. února 2008      |
| 72           | 24        | 10-7                | Zmrtvýchvstání     | Joe Chappelle     | Ann Donahue, Elizabeth Devine a Michael Ostrowski | 23. května 2005    | 12. února 2008     |

### Čtvrtá řada (2005–2006)
| Č. v seriálu | Č. v řadě | Původní název           | Český název              | Režie               | Scénář                                             | Premiéra v USA     | Premiéra v ČR     |
| ------------ | --------- | ----------------------- | ------------------------ | ------------------- | -------------------------------------------------- | ------------------ | ----------------- |
| 73           | 1         | From the Grave          | Vrah z hrobu             | Karen Gaviola       | Ann Donahue a Elizabeth Devine                     | 19. září 2005      | 19. února 2008    |
| 74           | 2         | Blood in the Water      | Krev ve vodě             | Duane Clark         | Dean Widenmann a Sunil Nayar                       | 26. září 2005      | 26. února 2008    |
| 75           | 3         | Prey                    | Kořist                   | Scott Lautanen      | Corey Miller a Barry O'Brien                       | 3. října 2005      | 4. března 2008    |
| 76           | 4         | 48 Hours to Life        | 48 hodin života          | Norberto Barba      | John Haynes a Marc Dube                            | 10. října 2005     | 11. března 2008   |
| 77           | 5         | Three-Way               | Trojitá vražda           | Jonathan Glassner   | Marc Guggenheim a Ildy Modrovich                   | 17. října 2005     | 18. března 2008   |
| 78           | 6         | Under Suspicion         | V podezření              | Sam Hill            | Sunil Nayar a Barry O'Brien                        | 24. října 2005     | 25. března 2008   |
| 79           | 7         | Felony Flight           | Pachatel na útěku        | Scott Lautanen      | Elizabeth Devine, Anthony E. Zuiker a Ann Donahue  | 7. listopadu 2005  | 1. dubna 2008     |
| 80           | 8         | Nailed                  | Přibitý                  | Karen Gaviola       | Corey Miller a Barry O'Brien                       | 14. listopadu 2005 | 8. dubna 2008     |
| 81           | 9         | Urban Hellraisers       | Hellraisers              | Matt Earl Beesley   | Dean Widenmann a Marc Guggenheim                   | 21. listopadu 2005 | 15. dubna 2008    |
| 82           | 10        | Shattered               | Lovec odměn              | Scott Lautanen      | Ildy Modrovich                                     | 28. listopadu 2005 | 22. dubna 2008    |
| 83           | 11        | Payback                 | Odplata                  | Sam Hill            | Marc Dube, Ildy Modrovich a Marc Guggenheim        | 19. prosince 2005  | 29. dubna 2008    |
| 84           | 12        | The Score               | Skóre                    | Jonathan Glassner   | Barry O'Brien                                      | 9. ledna 2006      | 6. května 2008    |
| 85           | 13        | Silencer                | Tlumič                   | Ernest R. Dickerson | Sunil Nayar                                        | 23. ledna 2006     | 13. května 2008   |
| 86           | 14        | Fade Out                | Do vytracena             | Scott Lautanen      | Corey Miller                                       | 30. ledna 2006     | 20. května 2008   |
| 87           | 15        | Skeletons               | Odepnutý opasek          | Karen Gaviola       | John Haynes a Elizabeth Devine                     | 6. února 2006      | 27. května 2008   |
| 88           | 16        | Deviant                 | Varovný plakát           | Scott Lautanen      | Krystal Houghton                                   | 27. února 2006     | 3. června 2008    |
| 89           | 17        | Collision               | Havárie                  | Sam Hill            | Dean Widenmann                                     | 6. března 2006     | 8. června 2008    |
| 90           | 18        | Double Jeopardy         | Cvičná vražda            | Scott Lautanen      | Brian Davidson                                     | 13. března 2006    | 10. června 2008   |
| 91           | 19        | Driven                  | V lázních                | Eagle Egilsson      | Ildy Modrovich                                     | 20. března 2006    | 17. června 2008   |
| 92           | 20        | Free Fall               | Volný pád                | Scott Lautanen      | Marc Dube                                          | 10. dubna 2006     | 24. června 2008   |
| 93           | 21        | Dead Air                | Falešný únos             | Sam Hill            | John Haynes                                        | 24. dubna 2006     | 1. července 2008  |
| 94           | 22        | Open Water              | Na volném moři           | Scott Lautanen      | Marc Dube a Ildy Modrovich                         | 1. května 2006     | 8. července 2008  |
| 95           | 23        | Shock (Part 1)          | Elektrický šok (1. část) | Karen Gaviola       | Brian Davidson a Corey Miller                      | 8. května 2006     | 15. července 2008 |
| 96           | 24        | Rampage (Part 2)        | Běsnění (2. část)        | Duane Clark         | Ann Donahue a Sunil Nayar                          | 15. května 2006    | 22. července 2008 |
| 97           | 25        | One of Our Own (Part 3) | Jeden z nás (3. část)    | Matt Earl Beesley   | Barry O'Brien, Krystal Houghton a Elizabeth Devine | 22. května 2006    | 29. července 2008 |

### Pátá řada (2006–2007)
| Č. v seriálu | Č. v řadě | Původní název          | Český název              | Režie             | Scénář                            | Premiéra v USA     | Premiéra v ČR      |
| ------------ | --------- | ---------------------- | ------------------------ | ----------------- | --------------------------------- | ------------------ | ------------------ |
| 98           | 1         | Rio (Part 4)           | Rio (4. část)            | Joe Chappelle     | Sunil Nayar                       | 18. září 2006      | 2. září 2008       |
| 99           | 2         | Going Under            | Motorky a zbraně         | Matt Earl Beesley | Marc Dube a John Haynes           | 25. září 2006      | 9. února 2008      |
| 100          | 3         | Death Pool 100         | Sázka na smrt            | Sam Hill          | Ann Donahue a Elizabeth Devine    | 2. října 2006      | 16. září 2008      |
| 101          | 4         | If Looks Could Kill    | Smrt podle poslední módy | Scott Lautanen    | Ildy Modrovich a Barry O'Brien    | 9. října 2006      | 23. září 2008      |
| 102          | 5         | Death Eminent          | Smrt ve veřejném zájmu   | Eagle Egilsson    | Corey Miller a Brian Davidson     | 16. října 2006     | 30. září 2008      |
| 103          | 6         | Curse of the Coffin    | Prokletá rakev           | Joe Chappelle     | Sunil Nayar a Krystal Houghton    | 23. října 2006     | 7. října 2008      |
| 104          | 7         | High Octane            | Spanilá jízda            | Sam Hill          | Marc Dube                         | 6. listopadu 2006  | 14. října 2008     |
| 105          | 8         | Darkroom               | Temná komora             | Karen Gaviola     | John Haynes                       | 13. listopadu 2006 | 21. října 2008     |
| 106          | 9         | Going Going Gone       | Poprvé, podruhé, potřetí | Matt Earl Beesley | Elizabeth Devine                  | 20. listopadu 2006 | 28. října 2008     |
| 107          | 10        | Come As You Are        | Ve službě vlasti         | Joe Chappelle     | Brian Davidson                    | 27. listopadu 2006 | 4. listopadu 2008  |
| 108          | 11        | Backstabbers           | Nečekané napadení        | Gina Lamar        | Barry O'Brien                     | 11. prosince 2006  | 11. listopadu 2008 |
| 109          | 12        | Internal Affairs       | Vnitřní záležitosti      | Scott Lautanen    | Corey Miller                      | 8. ledna 2007      | 18. listopadu 2008 |
| 110          | 13        | Throwing Heat          | Nadhazovač snů           | Joe Chappelle     | Krystal Houghton                  | 22. ledna 2007     | 25. listopadu 2008 |
| 111          | 14        | No Man's Land (Part 1) | Země nikoho (1. část)    | Scott Lautanen    | Dominic Abeyta                    | 5. února 2007      | 2. prosince 2008   |
| 112          | 15        | Man Down (Part 2)      | Smutný konec (2. část)   | Karen Gaviola     | Ildy Modrovich                    | 12. února 2007     | 9. prosince 2008   |
| 113          | 16        | Broken Home            | Rozvrácená rodina        | Sam Hill          | Barry O'Brien a Krystal Houghton  | 19. února 2007     | 16. prosince 2008  |
| 114          | 17        | A Grizzly Murder       | Smrt na lovu             | Eagle Egilsson    | Elizabeth Devine a Brian Davidson | 26. února 2007     | 6. ledna 2009      |
| 115          | 18        | Triple Threat          | Trojitá hrozba           | Scott Lautanen    | Corey Miller a Sunil Nayar        | 19. března 2007    | 13. ledna 2009     |
| 116          | 19        | Bloodline              | Odkaz předků             | Carey Meyer       | John Haynes a Marc Dube           | 9. dubna 2007      | 20. ledna 2009     |
| 117          | 20        | Rush                   | Nepovedená léčba         | Sam Hill          | Ildy Modrovich a Krystal Houghton | 16. dubna 2007     | 27. ledna 2009     |
| 118          | 21        | Just Murdered          | Manželská vražda         | Eagle Egilsson    | Ty Scott                          | 23. dubna 2007     | 3. února 2009      |
| 119          | 22        | Burned                 | Spáleniště               | Anthony Hemingway | Corey Evett a Matt Partney        | 30. dubna 2007     | 10. února 2009     |
| 120          | 23        | Kill Switch            | Záchranná pojistka       | Scott Lautanen    | Corey Miller a Marc Dube          | 7. května 2007     | 17. února 2009     |
| 121          | 24        | Born to Kill           | Rozený zabiják           | Karen Gaviola     | Sunil Nayar a Ann Donahue         | 14. května 2007    | 24. února 2009     |

### Šestá řada (2007–2008)
| Č. v seriálu | Č. v řadě | Původní název              | Český název                        | Režie             | Scénář                                     | Premiéra v USA     | Premiéra v ČR      |
| ------------ | --------- | -------------------------- | ---------------------------------- | ----------------- | ------------------------------------------ | ------------------ | ------------------ |
| 122          | 1         | Dangerous Son              | Nalezený syn                       | Sam Hill          | Marc Dube a Krystal Houghton               | 24. září 2007      | 25. srpna 2009     |
| 123          | 2         | Cyber-lebrity              | Celebrita z internetu              | Matt Earl Beesley | Corey Evett a Matt Partney                 | 1. října 2007      | 1. září 2009       |
| 124          | 3         | Inside Out                 | Naruby                             | Gina Lamar        | Sunil Nayar a John Haynes                  | 8. října 2007      | 8. září 2009       |
| 125          | 4         | Bang, Bang, Your Debt      | Bum prásk, teď dlužíš ty           | Karen Gaviola     | Brian Davidson a Barry O'Brien             | 15. října 2007     | 15. září 2009      |
| 126          | 5         | Deep Freeze                | Zmrzlý na kost                     | Sam Hill          | Elizabeth Devine                           | 22. října 2007     | 22. září 2009      |
| 127          | 6         | Sunblock                   | Krém na opalování                  | Christine Moore   | Corey Miller                               | 29. října 2007     | 29. září 2009      |
| 128          | 7         | Chain Reaction             | Řetězová reakce                    | Scott Lautanen    | Brian Davidson, Matt Partney a Corey Evett | 5. listopadu 2007  | 6. října 2009      |
| 129          | 8         | Permanent Vacation         | Doživotní prázdniny                | Eagle Egilsson    | Barry O'Brien a Krystal Houghton           | 12. listopadu 2007 | 13. října 2009     |
| 130          | 9         | Stand Your Ground          | Drž se svých zásad                 | Joe Chappelle     | Marc Dube a John Haynes                    | 19. listopadu 2007 | 20. října 2009     |
| 131          | 10        | CSI: My Nanny              | Chůva                              | Jonathan Glassner | Corey Miller a Krystal Houghton            | 26. listopadu 2007 | 27. října 2009     |
| 132          | 11        | Guerillas in the Mist      | Gerily v mlze                      | Carey Meyer       | Barry O'Brien a Brian Davidson             | 10. prosince 2007  | 3. listopadu 2009  |
| 133          | 12        | Miami Confidential         | Miami přísně tajné                 | Sam Hill          | Marc Dube                                  | 17. prosince 2007  | 10. listopadu 2009 |
| 134          | 13        | Raising Caine              | Caineova výchova                   | Gina Lamar        | Sunil Nayar                                | 14. ledna 2008     | 17. listopadu 2009 |
| 135          | 14        | You May Now Kill the Bride | Nyní můžete zabít nevěstu          | Eagle Egilsson    | Barry O'Brien                              | 24. března 2008    | 24. listopadu 2009 |
| 136          | 15        | Ambush (Part 1)            | Přepadení (1. část)                | Sam Hill          | Corey Evett a Matt Partney                 | 31. března 2008    | 1. prosince 2009   |
| 137          | 16        | All In (Part 2)            | Vysoká hra (2. část)               | Joe Chappelle     | Krystal Houghton                           | 1. dubna 2008      | 8. prosince 2009   |
| 138          | 17        | To Kill a Predator         | Hon na predátora                   | Matt Earl Beesley | Brian Davidson                             | 21. dubna 2008     | 15. prosince 2009  |
| 139          | 18        | Tunnel Vision              | Vražda v tunelu                    | Karen Gaviola     | Tamara Jaron                               | 28. dubna 2008     | 5. ledna 2010      |
| 140          | 19        | Rock and a Hard Place      | Rodinná záležitost                 | Gina Lamar        | Marc Dube                                  | 5. května 2008     | 12. ledna 2010     |
| 141          | 20        | Down to the Wire           | Osudový zásah                      | Eagle Egilsson    | Sunil Nayar                                | 12. května 2008    | 19. ledna 2010     |
| 142          | 21        | Going Ballistic (Part 1)   | Munice za všechny peníze (1. část) | Sam Hill          | Corey Miller                               | 19. května 2008    | 26. ledna 2010     |

### Sedmá řada (2008–2009)
| Č. v seriálu | Č. v řadě | Původní název                      | Český název                    | Režie               | Scénář                     | Premiéra v USA     | Premiéra v ČR      |
| ------------ | --------- | ---------------------------------- | ------------------------------ | ------------------- | -------------------------- | ------------------ | ------------------ |
| 143          | 1         | Resurrection (Part 2)              | Vzkříšení (2. část)            | Joe Chappelle       | Barry O'Brien              | 22. září 2008      | 24. srpna 2010     |
| 144          | 2         | Won't Get Fueled Again             | Flambovaný                     | Matt Earl Beesley   | Corey Evett a Matt Partney | 29. září 2008      | 26. srpna 2010     |
| 145          | 3         | And How Does That Make You Kill?   | A proč jsi musel zabít?        | Sam Hill            | Tamara Jaron               | 6. října 2008      | 31. srpna 2010     |
| 146          | 4         | Raging Cannibal                    | Běsnící kanibal                | Gina Lamar          | Brian Davidson             | 13. října 2008     | 2. září 2010       |
| 147          | 5         | Bombshell                          | Bomba                          | Eric Mirich         | Marc Dube                  | 20. října 2008     | 7. září 2010       |
| 148          | 6         | Wrecking Crew                      | Vražda na pláži                | Joe Chappelle       | Corey Miller               | 3. listopadu 2008  | 9. září 2010       |
| 149          | 7         | Cheating Death                     | Osudná nevěra                  | Sam Hill            | Krystal Houghton           | 10. listopadu 2008 | 14. září 2010      |
| 150          | 8         | Gone Baby Gone                     | Ukradené dítě                  | Carey Meyer         | Dominic Abeyta             | 17. listopadu 2008 | 16. září 2010      |
| 151          | 9         | Power Trip                         | Pros o smilování               | Joe Chappelle       | Corey Evett a Matt Partney | 24. listopadu 2008 | 21. září 2010      |
| 152          | 10        | The DeLuca Motel                   | Deluca Motel                   | Gina Lamar          | Sunil Nayar                | 8. prosince 2008   | 23. září 2010      |
| 153          | 11        | Tipping Point                      | Něco za něco                   | Marco Black         | Brian Davidson             | 15. prosince 2008  | 28. září 2010      |
| 154          | 12        | Head Case                          | Vzpomínky na vraždu            | Sam Hill            | Tamara Jaron               | 12. ledna 2009     | 30. září 2010      |
| 155          | 13        | And They're Offed                  | Konec sázek                    | Matt Earl Beesley   | Barry O'Brien              | 19. ledna 2009     | 5. října 2010      |
| 156          | 14        | Smoke Gets in Your CSI's           | Kouřová clona                  | Joe Chappelle       | Krystal Houghton           | 2. února 2009      | 7. října 2010      |
| 157          | 15        | Presumed Guilty                    | Zdánlivá vina                  | Larry Detwiler      | Corey Miller               | 9. února 2009      | 12. října 2010     |
| 158          | 16        | Sink or Swim                       | V nebezpečných vodách          | Sam Hill            | Marc Dube                  | 2. března 2009     | 14. října 2010     |
| 159          | 17        | Divorce Party                      | Rozvodová párty                | Karen Gaviola       | Corey Evett a Matt Partney | 9. března 2009     | 19. října 2010     |
| 160          | 18        | Flight Risk                        | Poslední let                   | Joe Chappelle       | Sunil Nayar                | 16. března 2009    | 21. října 2010     |
| 161          | 19        | Target Specific (Part 1)           | Tým v ohrožení (1. část)       | Sam Hill            | Tamara Jaron               | 23. března 2009    | 26. října 2010     |
| 162          | 20        | Wolfe In Sheep's Clothing (Part 2) | Vlk v rouše beránčím (2. část) | Carey Meyer         | Krystal Houghton           | 30. března 2009    | 28. října 2010     |
| 163          | 21        | Chip/Tuck                          | Napadrť                        | Allison Liddi-Brown | Brian Davidson             | 13. dubna 2009     | 2. listopadu 2010  |
| 164          | 22        | Dead on Arrival                    | Smrt v cíli                    | Gina Lamar          | Corey Miller               | 27. dubna 2009     | 4. listopadu 2010  |
| 165          | 23        | Collateral Damage                  | Vedlejší ztráty                | Sam Hill            | Marc Dube                  | 4. května 2009     | 9. listopadu 2010  |
| 166          | 24        | Dissolved                          | Rozpuštěný                     | Matt Earl Beesley   | Corey Evett a Matt Partney | 11. května 2009    | 11. listopadu 2010 |
| 167          | 25        | Seeing Red (Part 1)                | Útěk z vězení (1. část)        | Joe Chappelle       | Barry O'Brien              | 18. května 2009    | 16. listopadu 2010 |

### Osmá řada (2009–2010)
| Č. v seriálu | Č. v řadě | Původní název            | Český název              | Režie               | Scénář                           | Premiéra v USA     | Premiéra v ČR      |
| ------------ | --------- | ------------------------ | ------------------------ | ------------------- | -------------------------------- | ------------------ | ------------------ |
| 168          | 1         | Out of Time (Part 2)     | Zpátky v čase (2. část)  | Sam Hill            | Tamara Jaron                     | 21. září 2009      | 23. června 2011    |
| 169          | 2         | Hostile Takeover         | Ozbrojené přepadení      | Allison Liddi-Brown | Corey Evett a Matt Partney       | 28. září 2009      | 30. června 2011    |
| 170          | 3         | Bolt Action              | Blesk z čistého nebe     | Gina Lamar          | Melissa Scrivner                 | 5. října 2009      | 7. července 2011   |
| 171          | 4         | In Plane Sight           | Boj o letadlo            | Larry Detwiler      | Robert Hornak                    | 12. října 2009     | 14. července 2011  |
| 172          | 5         | Bad Seed                 | Zaseté zlo               | Matt Earl Beesley   | Brian Davidson                   | 19. října 2009     | 21. července 2011  |
| 173          | 6         | Dude, Where's My Groom?  | Kde je můj ženich?       | Carey Meyer         | Brett Mahoney                    | 2. listopadu 2009  | 28. července 2011  |
| 174          | 7         | Bone Voyage              | Šťastnou cestu           | Sam Hill            | Barry O'Brien                    | 9. listopadu 2009  | 4. srpna 2011      |
| 175          | 8         | Point of Impact          | Souhra náhod             | Eric Mirich         | Krystal Houghton                 | 16. listopadu 2009 | 25. srpna 2011     |
| 176          | 9         | Kill Clause              | Smrtelná doložka         | Scott Lautanen      | Jeremy R. Littman                | 23. listopadu 2009 | 1. září 2011       |
| 177          | 10        | Count Me Out             | Sečteno, podtrženo       | Marco Black         | Marc Dube                        | 7. prosince 2009   | 8. září 2011       |
| 178          | 11        | Delko for the Defense    | Delko na straně obhajoby | Gina Lamar          | Tamara Jaron                     | 14. prosince 2009  | 15. září 2011      |
| 179          | 12        | Show Stopper             | Vzplanutí hvězdy         | Sam Hill            | Corey Evett a Matt Partney       | 11. ledna 2010     | 22. září 2011      |
| 180          | 13        | Die By the Sword         | Přeťat vedví             | Matt Earl Beesley   | Melissa Scrivner                 | 18. ledna 2010     | 29. září 2011      |
| 181          | 14        | In The Wind              | Bouře                    | Allison Liddi-Brown | Brett Mahoney                    | 1. února 2010      | 6. října 2011      |
| 182          | 15        | Miami, We Have a Problem | Miami, máme problém      | Sam Hill            | Brian Davidson                   | 8. února 2010      | 13. října 2011     |
| 183          | 16        | L.A.                     | Manžetový knoflíček      | Rob Zombie          | Barry O'Brien                    | 1. března 2010     | 20. října 2011     |
| 184          | 17        | Getting Axed             | Rána sekyrou             | Carey Meyer         | Krystal Houghton                 | 8. března 2010     | 27. října 2011     |
| 185          | 18        | Dishonor                 | Čest rodiny              | Sam Hill            | Marc Dube                        | 22. března 2010    | 3. listopadu 2011  |
| 186          | 19        | Spring Breakdown         | Jarní prázdniny          | Larry Detwiler      | Corey Evett a Matt Partney       | 12. dubna 2010     | 10. listopadu 2011 |
| 187          | 20        | Backfire                 | Duch                     | Don Tardino         | Tamara Jaron a Melissa Scrivner  | 19. dubna 2010     | 17. listopadu 2011 |
| 188          | 21        | Meltdown                 | Ukradené diamanty        | Matt Earl Beesley   | K. David Bena a Brian Davidson   | 3. května 2010     | 24. listopadu 2011 |
| 189          | 22        | Mommie Deadest           | Nejdražší maminka        | Gina Lamar          | Krystal Houghton a Brett Mahoney | 10. května 2010    | 1. prosince 2011   |
| 190          | 23        | Time Bomb                | Výbuch                   | Sam Hill            | Corey Evett a Matt Partney       | 17. května 2010    | 8. prosince 2011   |
| 191          | 24        | All Fall Down (Part 1)   | Všichni padnou (1. část) | Joe Chappelle       | Barry O'Brien a Marc Dube        | 24. května 2010    | 15. prosince 2011  |

### Devátá řada (2010–2011)
| Č. v seriálu | Č. v řadě | Původní název      | Český název                   | Režie             | Scénář                                  | Premiéra v USA     | Premiéra v ČR      | Sledovanost v ČR (v mil.) |
| ------------ | --------- | ------------------ | ----------------------------- | ----------------- | --------------------------------------- | ------------------ | ------------------ | ------------------------- |
| 192          | 1         | Fallen (Part 2)    | Téměř dokonalý plán (2. část) | Sam Hill          | Tamara Jaron                            | 3. října 2010      | 30. srpna 2012     | —                         |
| 193          | 2         | Sudden Death       | Náhlá smrt                    | Matt Earl Beesley | Corey Evett a Matt Partney              | 10. října 2010     | 6. září 2012       | 0,847                     |
| 194          | 3         | See No Evil        | Nevidím zlo                   | Gina Lamar        | Krystal Houghton                        | 17. října 2010     | 13. září 2012      | 0,841                     |
| 195          | 4         | Manhunt            | Honička                       | Don Tardino       | Marc Dube                               | 24. října 2010     | 20. září 2012      | 0,742                     |
| 196          | 5         | Sleepless in Miami | Samotář v Miami               | Sam Hill          | Brian Davidson                          | 31. října 2010     | 27. září 2012      | 0,829                     |
| 197          | 6         | Reality Kills      | Vražedná realita              | Marco Black       | Melissa Scrivner                        | 14. listopadu 2010 | 4. října 2012      | —                         |
| 198          | 7         | On the Hook        | Na háčku                      | Tim Story         | Scott Landy                             | 21. listopadu 2010 | 11. října 2012     | 0,858                     |
| 199          | 8         | Happy Birthday     | Všechno nejlepší              | Sam Hill          | Barry O'Brien a Marc Dube               | 5. prosince 2010   | 18. října 2012     | 0,857                     |
| 200          | 9         | Blood Sugar        | Krvavý cukr                   | Rod Holcomb       | Gregory Bassenian                       | 12. prosince 2010  | 25. října 2012     | 0,699                     |
| 201          | 10        | Match Made in Hell | Pekelná seznamka              | Eric Mirich       | Brett Mahoney                           | 2. ledna 2011      | 1. listopadu 2012  | 0,788                     |
| 202          | 11        | F-T-F              | Tváří v tvář                  | David Arquette    | Melissa Scrivner a K. David Bena        | 9. ledna 2011      | 8. listopadu 2012  | 0,812                     |
| 203          | 12        | Wheels Up          | Pro derby všechno             | Sam Hill          | Corey Evett a Matt Partney              | 16. ledna 2011     | 15. listopadu 2012 | 0,790                     |
| 204          | 13        | Last Stand         | Poslední souboj               | Matt Earl Beesley | Brian Davidson                          | 20. února 2011     | 22. listopadu 2012 | 0,823                     |
| 205          | 14        | Stoned Cold        | Kdo jsi bez viny              | Allison Liddi     | Tamara Jaron                            | 27. února 2011     | 29. listopadu 2012 | 0,866                     |
| 206          | 15        | Blood Lust         | Touha po krvi                 | Gina Lamar        | Krystal Houghton Ziv                    | 6. března 2011     | 6. prosince 2012   | 0,845                     |
| 207          | 16        | Hunting Ground     | Lovný revír                   | Adam Rodriguez    | Adam Rodriguez                          | 13. března 2011    | 13. prosince 2012  | 0,920                     |
| 208          | 17        | Special Delivery   | Zvláštní zásilka              | Allison Liddi     | Michael McGrale                         | 20. března 2011    | 18. prosince 2012  | 0,913                     |
| 209          | 18        | About Face         | Všechno jinak                 | Sam Hill          | Corey Evett a Matt Partney              | 27. března 2011    | 20. prosince 2012  | 1,143                     |
| 210          | 19        | Caged              | V kleci                       | Larry Detwiler    | Tamara Jaron a K. David Bena            | 10. dubna 2011     | 10. ledna 2013     | 0,504                     |
| 211          | 20        | Paint It Black     | Spolubydlící                  | Gina Lamar        | Krystal Houghton Ziv a Melissa Scrivner | 17. dubna 2011     | 17. ledna 2013     | 0,810                     |
| 212          | 21        | G.O.               | Hra na vraždu                 | Matt Earl Beesley | Brett Mahoney                           | 1. května 2011     | 24. ledna 2013     | 0,759                     |
| 213          | 22        | Mayday (Part 1)    | Mayday (1. část)              | Sam Hill          | Marc Dube a Barry O'Brien               | 8. května 2011     | 31. ledna 2013     | 0,895                     |

### Desátá řada (2011–2012)
| Č. v seriálu | Č. v řadě | Původní název             | Český název                 | Režie               | Scénář                               | Premiéra v USA     | Premiéra v ČR      | Sledovanost v ČR (v mil.) |
| ------------ | --------- | ------------------------- | --------------------------- | ------------------- | ------------------------------------ | ------------------ | ------------------ | ------------------------- |
| 214          | 1         | Countermeasures (Part 2)  | Protiopatření (2. část)     | Sam Hill            | Marc Dube a Barry O'Brien            | 25. září 2011      | 11. července 2013  | 0,578                     |
| 215          | 2         | Stiff                     | Nebožtík                    | Gina Lamar          | Doreen J. Blauschild                 | 2. října 2011      | 18. července 2013  | 0,580                     |
| 216          | 3         | Blown Away                | Lovci tornád                | Don Tardino         | Brian Davidson                       | 9. října 2011      | 25. července 2013  | 0,608                     |
| 217          | 4         | Look Who's Taunting       | Kdo se směje naposled       | Marco Black         | Krystal Houghton                     | 16. října 2011     | 1. srpna 2013      | 0,600                     |
| 218          | 5         | Killer Regrets            | Smrtící výčitky             | Sam Hill            | Brett Mahoney                        | 23. října 2011     | 8. srpna 2013      | 0,475                     |
| 219          | 6         | By the Book               | Kousnutí z lásky            | Gina Lamar          | Melissa Scrivner                     | 30. října 2011     | 15. srpna 2013     | 0,552                     |
| 220          | 7         | Sinner Takes All          | Hříšník bere vše            | Larry Detwiler      | Michael McGrale a Greg Bassenian     | 6. listopadu 2011  | 29. srpna 2013     | 0,723                     |
| 221          | 8         | Dead Ringer               | Miamský řezník              | Sam Hill            | Tamara Jaron                         | 13. listopadu 2011 | 5. září 2013       | 0,926                     |
| 222          | 9         | A Few Dead Men            | Odplata                     | Don Tardino         | K. David Bena                        | 20. listopadu 2011 | 12. září 2013      | 1,007                     |
| 223          | 10        | Long Gone                 | Nezvěstní                   | James Wilcox        | Marc Dube a Barry O'Brien            | 4. prosince 2011   | 19. září 2013      | 0,976                     |
| 224          | 11        | Crowned                   | Korunka pro královnu        | Gina Lamar          | Brett Mahoney a Krystal Houghton Ziv | 11. prosince 2011  | 26. září 2013      | 1,060                     |
| 225          | 12        | Friendly Fire             | Střelba z vlastních řad     | Sam Hill            | Tamara Jaron a Greg Bassenian        | 8. ledna 2012      | 3. října 2013      | 0,822                     |
| 226          | 13        | Terminal Velocity         | Dárce                       | Sylvain White       | Robert Hornak a Brian Davidson       | 29. ledna 2012     | 10. října 2013     | 0,912                     |
| 227          | 14        | Last Straw                | Poslední kapka              | Bill Gierhart       | Melissa Scrivner a Michael McGrale   | 19. února 2012     | 17. října 2013     | 0,960                     |
| 228          | 15        | No Good Deed              | Smrt jednoho poctivce       | Matt Earl Beesley   | Grace DeVuono                        | 4. března 2012     | 24. října 2013     | 0,813                     |
| 229          | 16        | Hunting Ground            | Rodinný podnik              | Sam Hill            | Marc Dube a Barry O'Brien            | 11. března 2012    | 31. října 2013     | 0,873                     |
| 230          | 17        | At Risk                   | V ohrožení                  | Adam Rodriguez      | Adam Rodriguez                       | 18. března 2012    | 7. listopadu 2013  | 0,799                     |
| 231          | 18        | Law and Disorder (Part 1) | Zákon a nepořádek (1. část) | Allison Liddi Brown | Michael McGrale a Greg Bassenian     | 25. března 2012    | 14. listopadu 2013 | 0,565                     |
| 232          | 19        | Habeas Corpse (Part 2)    | Rodina (2. část)            | Sam Hill            | Barry O'Brien a Marc Dube            | 8. dubna 2012      | 21. listopadu 2013 | 0,628                     |